# Dorothy Combs Morrison
Dorothy Combs Morrison, geboren als Dorothy Marie Combs (Longview, 8 mei 1944), is een Amerikaanse gospelzangeres.

## Carrière
Morrison groeide op in Richmond. Ze was het zevende kind van tien. Ze vertoonde vroeg tekenen van haar muzikaal talent. Op 13-jarige leeftijd begon ze te zingen en bracht ze haar eerste single I Am Free uit, terwijl ze zong met haar broers en zussen als The Combs Family. Dorothy ging verder met opnemen, terwijl ze met haar familie optrad in de kerk, waar haar talenten werden opgemerkt door anderen in de San Francisco Bay Area en de Oakland Bay Area.
Tijdens de jaren 1960 voegde ze zich bij The Edwin Hawkins Singers en werd ze de leadzangeres op de song Oh Happy Day, die een Grammy Award kreeg. Ze toerde met Edwin Hawkins, Van Morrison, Boz Scaggs en Delaney & Bonnie. Ze trad op in tv-shows zoals The Carol Burnett Show en The Tonight Show Starring Johnny Carson.
Morrisons optreden bij het Big Sur Folk Festival in 1969 is te zien in de film Celebration at Big Sur met de Combs Sisters. Ze zong All God's Children Got Soul, haar enige solosong in de Billboard Hot 100. In Canada bereikte haar versie van Spirit in the Sky de 47e plaats in de RPM Magazine top 100-singles.
Thuis in de East Bay trad Morrison op voor burgemeester Jerry Brown van Oakland in de City Town Square en in 2002 kreeg ze de sleutel toegewezen voor de stad Oakland. Ze is tegenwoordig lid van de Blues Broads van Marin County en heeft met de groep over de hele wereld getoerd. Ze zong op de cover Respect Yourself van Huey Lewis & the News, uitgebracht op hun album Soulsville (2010). In november 2011 trad en nam Morrison op met Angela Strehli, Annie Sampson en Tracy Nelson als de Blues Broads, live uit het Throckmorton Theatre.